# (500156) 2012 DG89
(500156) 2012 DG89 es un asteroide perteneciente al cinturón de asteroides, descubierto el 6 de diciembre de 2011 por el equipo del Pan-STARRS desde el Observatorio de Haleakala, Hawái, Estados Unidos.

## Designación y nombre
Designado provisionalmente como 2012 DG89.

## Características orbitales
2012 DG89 está situado a una distancia media del Sol de 2,610 ua, pudiendo alejarse hasta 3,245 ua y acercarse hasta 1,975 ua. Su excentricidad es 0,243 y la inclinación orbital 3,866 grados. Emplea 1540,90 días en completar una órbita alrededor del Sol.
Los próximos acercamientos a la órbita de Júpiter se producirán el 31 de julio de 2035, el 16 de mayo de 2094 y el 29 de agosto de 2107, entre otros.

## Características físicas
La magnitud absoluta de 2012 DG89 es 16,9.